# Chmielno (województwo dolnośląskie)
Chmielno (niem. Ludwigsdorf) – wieś w Polsce położona w województwie dolnośląskim, w powiecie lwóweckim, w gminie Lwówek Śląski, na Pogórzu Kaczawskim w Sudetach.

W latach 1954–1972 wieś należała i była siedzibą władz gromady Chmielno. W latach 1975–1998 miejscowość administracyjnie należała do województwa jeleniogórskiego.

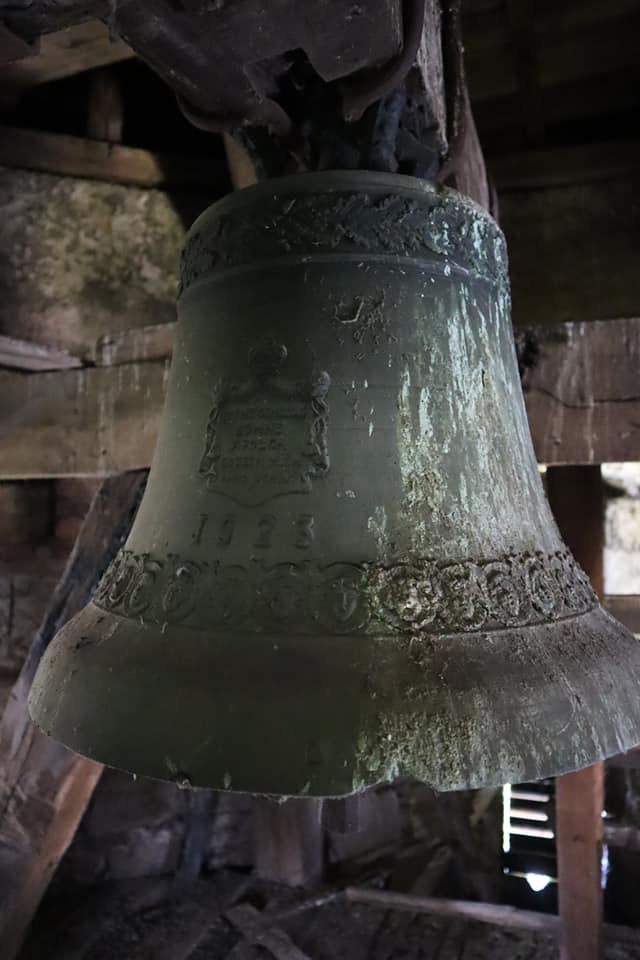
Jeden z dzwonów znajdujących się na dzwonnicy kościoła pw. Narodzenia Najświętszej Marii Panny, pierwotnie znajdujący się w kaplicy w Gaszowie

## Historia
Około 13 lutego 1945 grupa rozpoznawcza 248 Pułku Strzeleckiego 31 Dywizji Strzeleckiej Armii Czerwonej prowadziła działania w rejonie Kliczkowa, Brzeźnika i Włodzic Wielkich. We Włodzicach Wielkich działała ponadto szesnastoosobowa drużyna konna dowodzona przez starszynę Czerkasowa.  
Grupa rozpoznawcza przekroczyła linię frontu i przemieszczając się przez miejscowości Suszki, Żeliszów i Ustronie dotarła do Chmielna, w którym stacjonowało około 150 niemieckich żołnierzy, kierujących się na linię frontu. Radzieccy zwiadowcy wdarli się w kolumnę znacznie liczniejszego przeciwnika i wykorzystując element zaskoczenia zlikwidowali ją, prowadząc intensywny ostrzał. W efekcie czerwonoarmiści wzięli do niewoli 35 ludzi, po czym powrócili bez żadnych strat do własnego oddziału.

## Demografia
Liczba ludności w latach 1786–2011.

## Zabytki
Do wojewódzkiego rejestru zabytków wpisany jest kościół filialny pw. Narodzenia Najświętszej Marii Panny, z przełomu XV/XVI wieku.
Do zabytkowych obiektów należy również dawny cmentarz ewangelicki (ob. katolicki) wraz z kościołem z XIX w. 